# Biserica Sfântul Ștefan din Iași

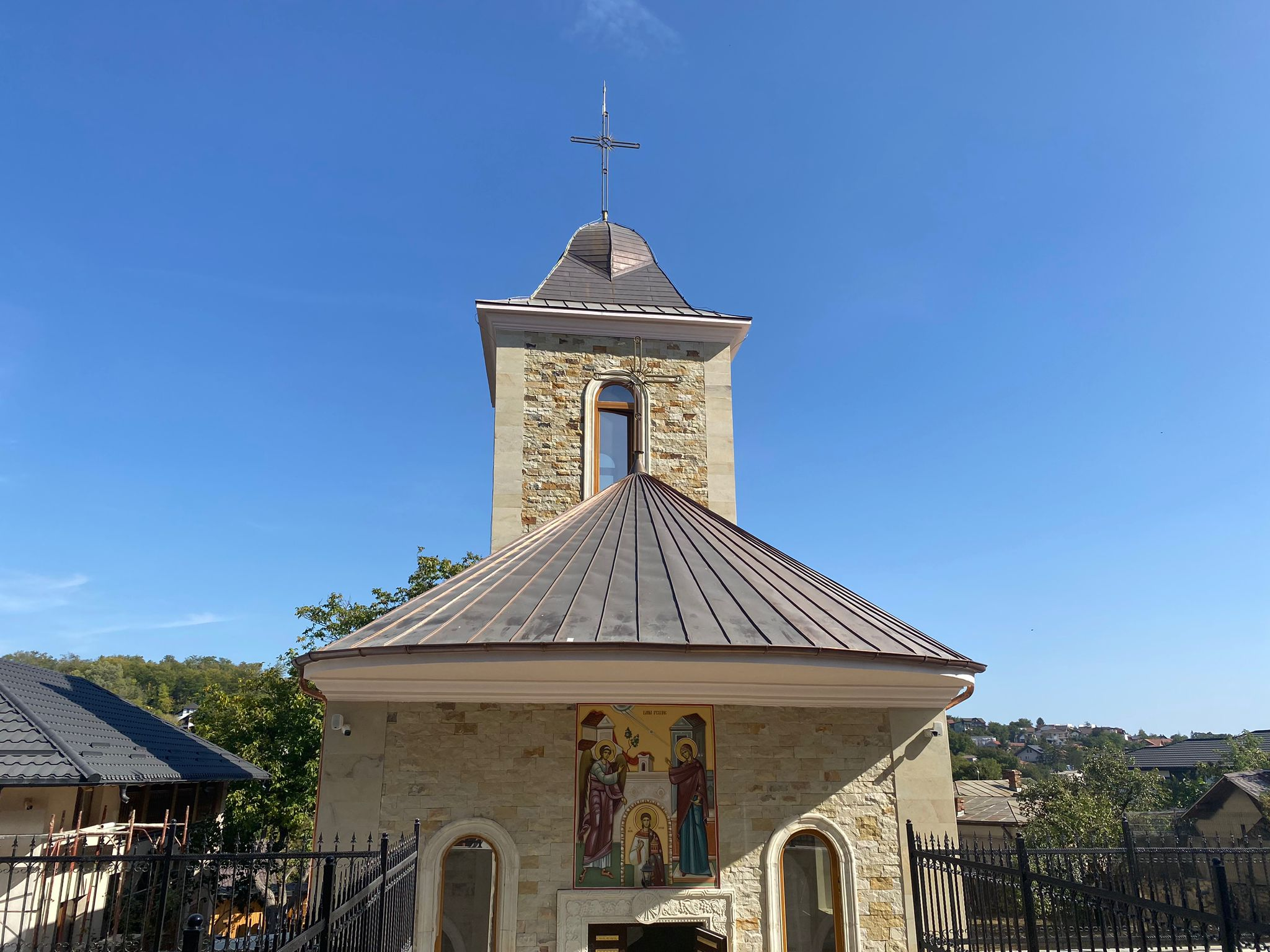
Biserica Sfântul Arhidiacon Ștefan - Aspect exterior

Biserica Sfântul Ștefan din Iași este localizată pe strada Albineț din cartierul Sărărie. Biserica actuală a fost ridicată în anul 1810 de către vel-căpitan Constantin Tomovici, pe locul unei biserici mai vechi, din lemn. Biserica are hramul „Sfântul Arhidiacon Ștefan”, sărbătorit pe 27 decembrie și hramul  Buna Vestire , sărbătorit pe 25 martie. În trecut a aparținut breslei bacalilor. 
Preotul Paroh este Pc. Pr. Ic. Stav. Dan Damaschin. Co-slujitor este Pc. Pr. Cătălin Fotache. 
După efectuarea expertize tehnice în preajma Sărbătorii Învierii Domnului 2022 s-a constatat că 
biserica, ce datează din anul 1810, este grav afectată și necesită intervenții urgente, ca urmare a  deteriorarii întregii construcții, având crăpături în profunzimea zidurilor, o înclinare  spre dreapta cu 38 de centimetri, dar mai cu seamă turla și tavanul în pericol iminent de prăbușire.
Biserica a intrat imediat în reparatie capitală, cu lucrări de foarte mare amploare și costisitoate. 
S-a impus consolidarea versantului prin turnarea de piloni la o adâncime de până la 15m și s-au făcut canale de dren pentru apele pluviale. 
La biserică s-a făcut subzidire, cămășuire interior - exterior, cu plasă sudată și ancore chimice, s-au turnat stâlpi din beton armat împrejurul bisericii, centuri de beton bazale și superioare, s-au turnat patru cupole din beton armat (deasupra pridvorului, pronaosului, naosului si altarului, înlocuind tavanul de scândură), s-au  rezidit pridvorul și turla, acoperișul a fost schimbat, s-a montat învelitoarea din tablă de cupru și s-a placat exteriorul cu piatra de Soroca prelucrată manual. 
La interior s-a refăcut întreaga fundație, s-a montat încălzirea prin pardoseală, instalația de climatizare, iar podeaua a fost acoperită cu granit. 
S-a realizat catapeteasmă nouă, din lemn de stejar, sculptat, dar s-au recondiționat și păstrat icoanele  vechi  drept marturie a prezenței lui Dumnezeu în acest locaș timp de două secole. 
În Altar au fost refăcute nișele (ocnițele) existente în prima fază dar zidite în decursul timpului, iar în pronaos a fost reconstruit cafasul, din lemn de stejar, sculptat.
După restaurare s-a reușit păstrarea Sfintei Mese originale, cea pe care s-a slujit Sfânta Liturghie dintru început.
In luna septembrie (octombrie) 2023 s-a inceput  pictura în tehnica ,, al secco” executată în manieră bizantină.
Slujba de târnosire a fost săvârșită de către Înaltpreasfințitul Părinte Teofan, Mitropolitul Moldovei și Bucovinei, alături de un sobor de arhierei, preoți și diaconi, în anul mântuirii 2023, luna Octombrie, ziua 15, cu implicarea credincioșilor parohiei, în frunte cu Preoții Dan Damaschin, preot paroh și Preotul Catalin Fotache, preot coslujutor, acum biserica primind și hramul ”Buna Vestire”. 